# Charles Tilden
Charles Lee Tilden Jr. (ur. 4 czerwca 1894 w Alameda, zm. 21 września 1968 w Fairfield) – amerykański sportowiec, olimpijczyk, zdobywca złotego medalu w turnieju rugby union na Letnich Igrzyskach Olimpijskich w 1920 roku w Antwerpii.

## Kariera sportowa

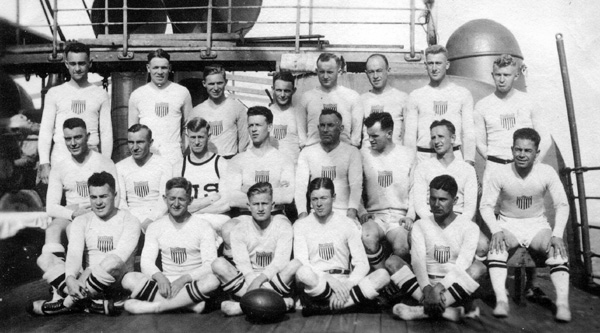
Olimpijska drużyna USA z 1920 roku

Podczas studiów na University of California, Berkeley występował w barwach California Golden Bears w rugby union oraz futbolu amerykańskim.
Ze złożoną w większości ze studentów uniwersytetów Santa Clara, Berkeley i Stanford reprezentacją Stanów Zjednoczonych uczestniczył w turnieju rugby union na Letnich Igrzyskach Olimpijskich 1920. W rozegranym 5 września 1920 roku na Stadionie Olimpijskim spotkaniu amerykańska drużyna pokonała faworyzowanych Francuzów 8–0. Jako że był to jedyny mecz rozegrany podczas tych zawodów, oznaczało to zdobycie złotego medalu przez zawodników z Ameryki Północnej.
W reprezentacji USA rozegrał łącznie dwa spotkania nie zdobywając punktów. Prócz finału olimpijskiego turnieju zagrał ponownie z Francuzami 10 października tego samego roku.
Wraz z pozostałymi amerykańskimi złotymi medalistami w rugby union został w 2012 roku przyjęty do IRB Hall of Fame.